# Luis Fernández de la Vega

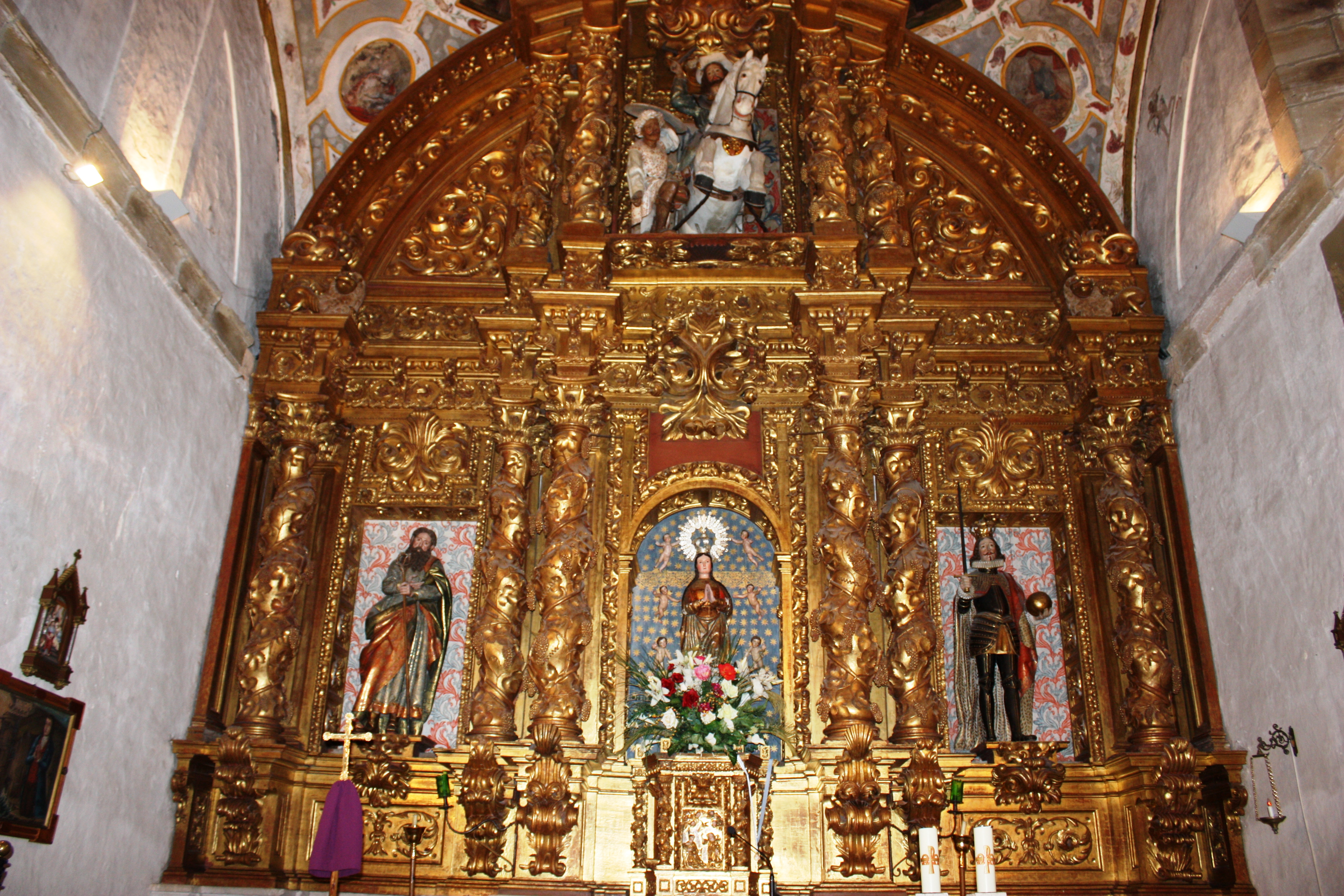
Retablo del Santuario de Contrueces. Las imágenes laterales son del escultor

Luis Fernández de la Vega (Llantones, parroquia de Leorio, Gijón, 1601 - 1675) fue un escultor e imaginero español.

## Biografía
Era hijo de un hidalgo, trasladándose a Valladolid por cuestiones de pleitos familiares. Allí, ocioso, se estableció en casa de un escultor, de los tantos que tenía la ciudad gracias a los talleres que había fomentado la Corona. Aunque sin pruebas documentales, suponen Ceán y otros biógrafos que Fernández de la Vega trabajó en su adolescencia en el taller de imaginería del célebre Gregorio Fernández de Valladolid. Esta información tiene el aval de la indudable influencia que en las obras del astur se ve de las del gran artista vallisoletano. También Jovellanos es de la opinión de que el biografiado, si no discípulo directo, sí estuvo en relación con el obrador de Hernández y otros maestros de Valladolid, dada la comunicación frecuentísima que entonces existía entre Asturias y Valladolid por depender el Principado, en lo judicial, de aquella Real Chancillería. Según el mismo Jovellanos, la influencia de Juan de Juni, de Cano, de Hernández y de otros maestros, evidencia que el gran imaginero gijonés tuvo alguna relación con los talleres de aquellos. 
Después de aprender el oficio regresó a Asturias, estableciéndose en Oviedo con taller propio y en Asturias vivió permanentemente, sin más desplazamientos que ocasionales viajes por breves temporadas. Consta documentalmente que en 1636 era juez noble de Gijón y que en 1629 había casado en dicha villa con María de Argüelles. Era persona de notoria hidalguía y buena posición en el país.
Tuvo taller en Gijón, San Martín de Anes (Siero) y luego en Oviedo, en el barrio de la Puerta Nueva. Con él trabajó otro notable escultor asturiano, Francisco González, que antes o después tuvo también taller propio en la calle Cimadevilla, de Oviedo. La obra de Fernández de la Vega fue más extensa de la que hoy se conoce, pues, aparte de las obras suyas todavía no identificadas fuera de Asturias, la guerra de la Independencia, la desamortización y la acción iconoclasta de los años 1930, destruyó una parte de sus retablos y esculturas.
Su obra se puede reconocer por toda Asturias. En Gijón se encuentra el retablo del santuario de Contrueces; en la Catedral de San Salvador de Oviedo: los retablos de las capillas de Santa Bárbara y los Vigiles, el altar de San Martín; la estatua orante de Vigil de Quiñones e imágenes de San Roque, la Concepción y Santa Teresa de Jesús, así como de las iglesias de San Vicente y San Pelayo. Otras obras suyas destacables se encuentran en Cangas de Narcea, Salas, Soto de Aller, Villaviciosa y, fuera de Asturias, en la provincia de Valladolid y León, singularmente en Medina del Campo.